# Okręg wyborczy South Wiltshire
Okręg wyborczy South Wiltshire powstał w 1832 r. i wysyłał do brytyjskiej Izby Gmin dwóch deputowanych. Okręg obejmował południową część hrabstwa Wiltshire. Został zlikwidowany w 1885 r.

## Deputowani do brytyjskiej Izby Gmin z okręgu South Wiltshire
- 1832–1852: John Bennett
- 1832–1861: Sidney Herbert, Partia Konserwatywna, od 1846 r. Peelites, od 1859 r. Partia Liberalna
- 1852–1859: William Wyndham
- 1859–1885: lord Henry Thynne, Partia Konserwatywna
- 1861–1865: Frederick Hervey-Bathurst
- 1865–1874: Thomas Grove
- 1874–1885: William Pleydell-Bouverie, wicehrabia Folkestone